# Jean-Benoît Zimmermann
 (octobre 2020).
Pour les articles homonymes, voir Zimmermann.
Jean-Benoît Zimmermann est un économiste et photographe français né le 22 octobre 1950 en Lorraine.

## Biographie
Après une enfance et une adolescence en Lorraine, des études scientifiques et un passage par le cinéma militant (cinéma politique), il a mené et continue de développer un parcours d'exploration photographique, parallèlement à sa carrière de chercheur. 
Véritable économiste, Jean-Benoît Zimmermann a été directeur de recherche CNRS au laboratoire GREQAM (Groupement de recherche en économie quantitative d'Aix-Marseille, UMR 7316) de l'université Aix-Marseille, de l'EHESS et du CNRS. Il a été directeur de ce laboratoire de 2007 à 2012.
Entre 2012 et 2016, il a été le président de la section 37 (économie-gestion) du Comité National de la Recherche Scientifique du CNRS.
En économie géographique, il s'est intéressé au développement des agglomérations, et notamment de l'agglomération marseillaise. À ce titre, il a notamment été membre du Collectif Andromède (comité pluridisciplinaire qui conseille la Région PACA en matière de politique scientifique et notamment pour ce qui concerne son soutien à la recherche), Conseil scientifique du Schéma Régional de l'Aménagement et du Développement Durable du Territoire (SRADDT) de la Région PACA, et du Conseil Scientifique de l'Observatoire Régional de l’Économie Sociale et Solidaire.
Il s'intéresse aux "communs intellectuels", avec trois domaines concrets privilégiés : le logiciel libre, les médicaments antipaludéens, et la musique, notamment autour de l'analyse de la plate-forme Jamendo.

## Carrière

### Carrière professionnelle
Docteur en économie appliquée de l'Université Paris IX (Dauphine), il a été successivement Chargé de recherche (depuis octobre 1988), puis Directeur de Recherche CNRS (depuis octobre 1999) au laboratoire GREQAM, au centre de la Vieille Charité, à Marseille.

#### Parcours professionnel
De mars 1975 à août 1977, Jean-Benoît Zimmermann est chercheur contractuel à la Section Cancer de l’INSERM, puis chercheur contractuel à l’INRIA (projet Cyclade) de novembre 1977 à juillet 1978. De 1978 à 1981, chercheur contractuel, puis chargé de recherche CNRS de 1982 à 1988 au LAREA-CEREM à l’Université de Paris X Nanterre. Chercheur CNRS (chargé de recherche, puis directeur de recherche à partir de 1999) au laboratoire GREQAM (Groupement de recherche en économie quantitative d'Aix-Marseille, UMR 7316) de l'université Aix-Marseille, de l'EHESS et du CNRS, à partir de 1988. Il est directeur du GREQAM de 2007 à 2012. Il est Président de la section 37 (économie-gestion) du Comité National de la Recherche Scientifique de 2012 à 2016.
Travaux de recherche
Les travaux de Jean-Benoît Zimmermann se sont d’abord situés dans le champ de l’économie industrielle et de l’innovation, avec une attention particulière sur l’industrie informatique et des technologies de l’information. Avec Michel Delapierre, il a analysé les stratégies des firmes, et des politiques des États,, dans un contexte de globalisation des industries et de la technologie. Avec Louis-André Gérard-Varet, il a développé une recherche à caractère plus théorique sur le concept de produit informatique. Avec le groupe GEST, il a participé à l’analyse des grappes technologiques et développé un modèle théorique de ce concept,.
De sa rencontre avec Bernard Morel à Marseille ont résulté de nouveaux questionnements au carrefour de l’économie industrielle et de l’économie régionale-spatiale.  Dès 1993, il a participé activement à la naissance et aux travaux du groupe « Dynamiques de Proximités » consacrés à l’analyse du rôle des proximités, de nature spatiale et non spatiale, dans les dynamiques de coordination. Investi sur la thématique des relations entre industrie et territoires, il a introduit et popularisé les concepts de nomadisme et d'ancrage territorial. Il a étudié les clusters et les systèmes industriels locaux avec Frédéric Rychen et avec André Torre .
Jean-Benoît Zimmermann a également développé d’importants travaux dans le domaine des économies d’interactions avec Alan Kirman et des réseaux sociaux. Avec Alexandre Steyer, il a développé des modèles de diffusion de l’innovation basés sur des réseaux de neurones, tandis qu’avec Robin Cowan et Nicolas Jonard, il a contribué à modéliser les réseaux d’innovation,.
Enfin, dans la thématique des communs, il a été un des premiers économistes français à étudier le logiciel libre dans une collaboration suivie avec Nicolas Jullien,. Dans le cadre du projet pluridisciplinaire PROPICE dirigé par Benjamin Coriat, il a travaillé sur les Creative Commons et la musique, notamment autour de l'analyse de la plate-forme Jamendo,, et sur les médicaments antipaludéens avec Fabienne Orsi,. Enfin, il a développé une analyse économique des associations volontaires avec Ekhatarina Melnik et étudié les communs sociaux avec Jacques Garnier.

### Carrière artistique: photographie
Jean-Benoît Zimmermann est passé du cinéma militant à un parcours d'exploration photographique.
Ainsi, la série Des Gens témoigne de l'universalité de l'humanité.
Avec La Chine au tournant du siècle, il confronte des images prises à quatre époques, entre 1982 (lorsque le pays n'était pas encore marqué par l’influence internationale et l’économie de marché) et 2018 ; avec sa double casquette de photographe et d'économiste, il nous fait partager la mutation profonde qui a bouleversé l'économie du pays, mais aussi sa structure sociale et la vie quotidienne de ses habitants.
Et lorsqu'il prend le parti, dans sa série VÉLO, de ne photographier que les vélos, sans les humains qui les utilisent.
JB Zimmermann est l'un des cofondateurs de Photo#graphie, une association loi 1901 qui a pour objet de permettre à des photographes, associés ou pas à des auteurs de textes, de pouvoir montrer et diffuser leurs œuvres.

#### Expositions
- 2020 : La Chine au tournant du siècle (La Nouvelle Chambre Claire, Paris); VÉLO (Espace GT - Mundart, Marseille).
- 2019 : VÉLO (Sciences Po - Paris) ; VÉLO (Maison du Vélo, La Roche-sur-Yon) ; La Chine au tournant du siècle (Maupetit - Côté Galerie, Marseille).
- 2018 : VÉLO (Galerie Bièvre, Mairie de Paris 13e) ; Des Gens (Maison des Sciences de l’Homme, Paris Nord); Fichez-nous la Paix (Participation à une exposition collective Le Rendez-vous 11 11 18, Galerie Ménil 8, Paris).
- 2017 : Des Gens (Atelier des Arts, Marseille) ; Des Gens (Mois du Ratrait, Paris 20e).
- 1997 : Fragments (photographies JB Zimmermann, textes A. Memmi) (Centre international de poésie (CIPM), Marseille).
- 1993 : VÉLO (Hôtel de Région, Poitiers).
- 1991 : VÉLO (Halle Tony Garnier, Lyon (départ du Tour de France)) ; VÉLO (Bibliothèque Elsa Triolet/Aragon, Argenteuil).
- 1990 : VÉLO (CE des usines Renault, Flins).
- 1988 : Chine 1982-1986 (Centre vivant d'art contemporain, Grignan) ; Photographes photographiés (Les pieds dans le plat, Marseille) ; VÉLO (MJC Bellegarde, Aix-en-Provence).
- 1987 :  Zazie dans le métro (La Piscine, Châtenay Malabry) ; Théâtre et photos (Théâtre Victor-Hugo, Bagneux) ; VÉLO (Galerie des Éditions Chiron, Paris 5e) ; Empreintes (Festival photographique d'Aix-en-Provence).
- 1986 : Photographes photographiés (La Mouette Rieuse, Paris 20e).
- 1984 : Le petit mot sous la porte (Espace Gaîté, Paris 14e).
- 1983 : VÉLO (Galerie Grafite, Marseille) ; Photographes photographiés (Yves et Patrick, Paris 7e).
- 1982 : VÉLO (Centre Culturel, Meudon).
- 1981 : Portraits et nus (l'Usine, Paris 19e).

## Ouvrages
- Ouvrages en économie :
  - Les communs. Des jardins partagés à Wikipedia, 2020. Libre & Solidaire. Collection 1000 Raisons.
  - Économie de proximités, Hermès-Lavoisier, 2004 (avec Bernard Pecqueur).
  - L'Aire Métropolitaine Marseillaise et les territoires de l'industrie, dans Géographie, économie, société, 2006/2 (Vol. 8) (avec Jacques Garnier).
  - GEST	"Grappes	technologiques, les nouvelles stratégies d'entreprise",	Mc Graw Hill, Coll. Stratégie et Management, Paris 1986.
- Ouvrages en photographie : 
  - Confinitude (ouvrage collectif), Photo#graphie, 2020 (ISBN 978-2-9563898-8-0).
  - La Chine au tournant du siècle, Photo#graphie, 2019  (ISBN 978-2-9563898-7-3).
  - VÉLO, Photo#graphie, 2018  (ISBN 978-2-9563898-1-1).
  - Des gens, Photo#graphie, 2017  (ISBN 979-10-699-0238-1).
- Autres ouvrages :
  - La semoule, dix façons de la préparer, coll Le Couteau dans la Plaie, Imprimerie Quotidienne, 1985 (co-auteur Félix Pruvost)  (ISBN 2-901167-52-7).
  - Les tourtes, dix façons de les préparer, coll Le Couteau dans la Plaie, Imprimerie Quotidienne, 1982 (ISBN 2-901167-38-1). Réédition par A Tempera éd. 1992  (ISBN 2-85376-211-4).